# Ptilogyna (Ptilogyna) cheesmanae
Ptilogyna (Ptilogyna) cheesmanae is een tweevleugelige uit de familie langpootmuggen (Tipulidae). De soort komt voor in het Australaziatisch gebied.